# A32 (Kasachstan)
Die A32 ist eine Fernstraße in Kasachstan im Westen des Landes. Die Straße verbindet Oral mit der Grenze zu Russland. Die Strecke ist eine der kürzesten A-Straßen des Landes.

## Straßenbeschreibung
Die A32 beginnt in der Stadt Oral und beginnt an der transkontinentalen M32. Der Strecke führt nach Nordosten und dann nach Norden bis zur Grenze von Russland. Es gibt keine Orte außer Oral auf der Strecke. Auf der russischen Seite wird sie weitergeführt als R246 bis nach Busuluk. Die Strecke ist von untergeordneter Bedeutung.

## Geschichte
Die A32 wurde im Jahr 2011 umnummeriert und ersetzt die R246, die zu Zeiten der Sowjetunion von Oral nach Busuluk ging. Nach 1991 war der größte Teil der Strecke in Russland, und nur noch der südliche Teil verlief durch Kasachstan.

## Großstädte an der Autobahn
- Oral